# Crafts & Meister
Crafts & Meister es una empresa desarrolladora de videojuegos con sede en Japón, fundada en 2004 por exejecutivos de Capcom, entre los que se encuentran Noritaka Funamizu (antiguo productor de la serie Street Fighter) y Katsuhiro Sudo (responsable de juegos como Auto Modellista o Mobile Suit Gundam: Federation Vs. Zeon).
El primer videojuego que desarrollaron fue la recreativa Chou Dragon Ball Z, conocido en occidente como Super Dragon Ball Z, que fue convertido posteriormente para la consola PlayStation 2. El propio Akira Toriyama, creador de la serie original, participó en el desarrollo de la conversión a la consola de Sony, añadiendo hasta seis personajes más que no aparecieron en la recreativa original.
Actualmente, se encuentran desarrollando Earth Seeker, un videojuego de rol para Wii, de temática apocalíptica que ha sufrido un retraso en Japón, debido al Terremoto de Japón de 2011.

## Lista de videojuegos
- Chou Dragon Ball Z (2006, Arcade)
- Super Dragon Ball Z (2006, PlayStation 2)
- Earth Seeker (En algún momento de 2011, Wii)